# 大同圣母圣心堂

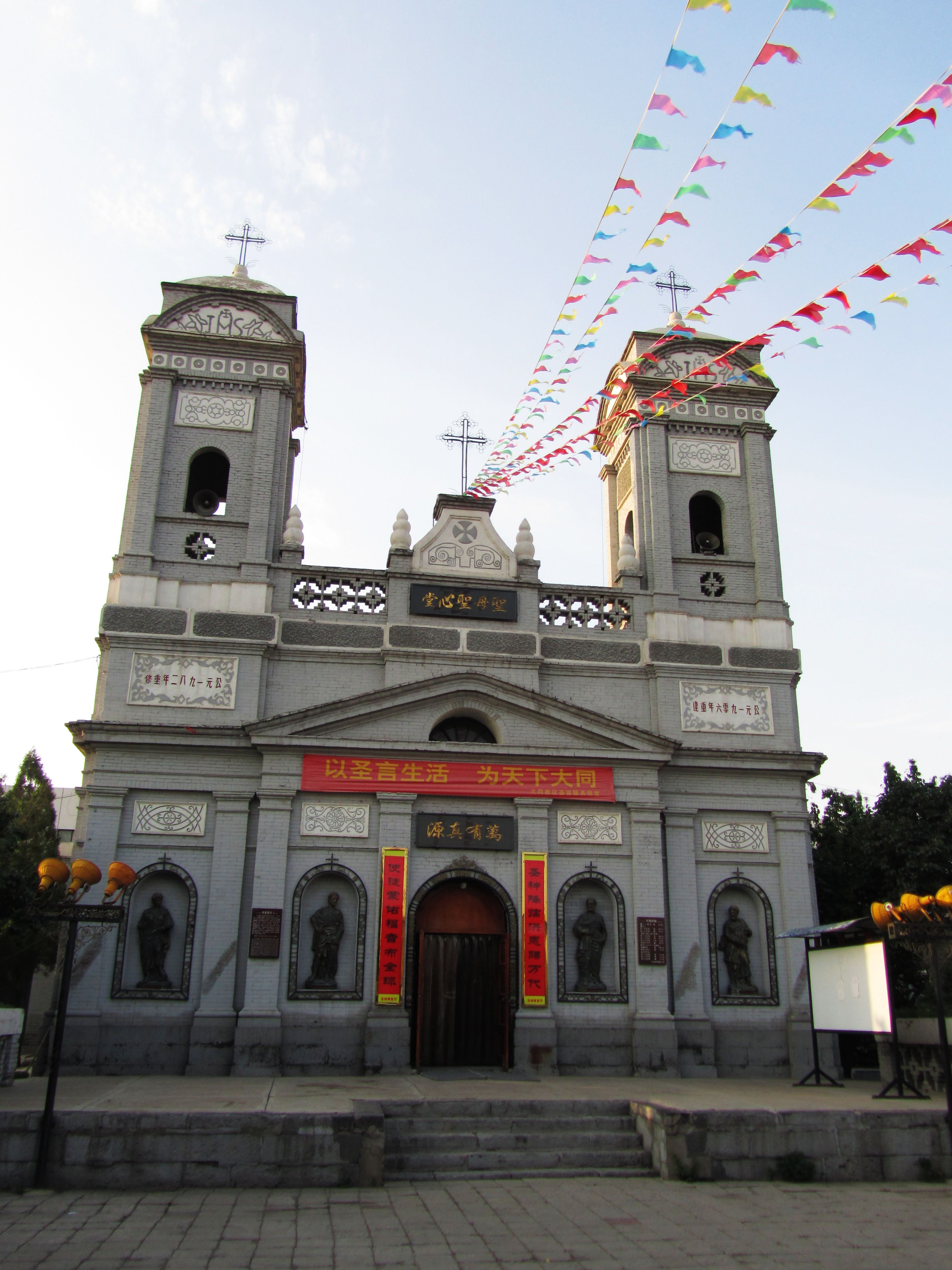
大同圣母圣心堂，2011年7月

大同圣母圣心堂位于中国山西省大同市都司街4号，为天主教大同教区的主教座堂，最初由意大利教士设计建造于1889年，1891年竣工，原属太原教区。1900年在义和团运动中被焚毁，期间神职人员和少数教徒遇难，1906年重建。1922年设立由比利时圣母圣心会领导的大同监牧区，教堂奉圣母无玷圣心为主保，故名圣母圣心堂。文革期间曾被工厂占用，钟楼被毁，1982年和2006年两次重修。建筑采用古典建筑风格，设有两座高17米的钟楼。

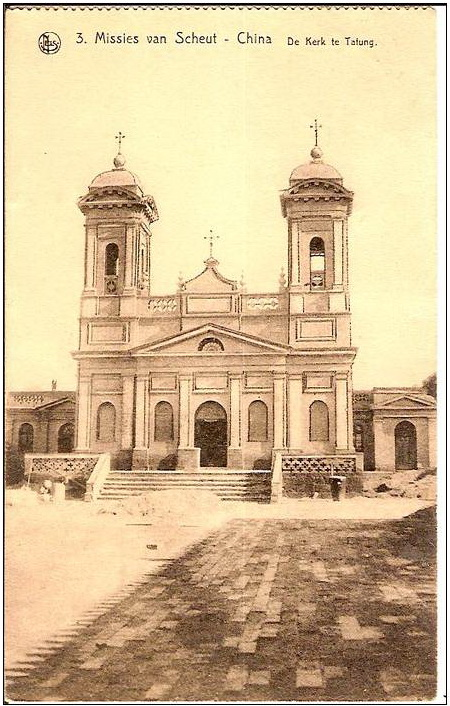
老照片